# بییارخو د منتالبان
بییارخو د منتالبان (به اسپانیایی: Villarejo de Montalbán) یک شهرستان در اسپانیا است که در استان تولدو واقع شده‌است.

## خصوصیات
بییارخو د منتالبان ۶۵ کیلومترمربع مساحت و ۷۶ نفر جمعیت دارد و ۵۳۸ متر بالاتر از سطح دریا واقع شده‌است.